# Terry Sylvester
Terry Sylvester, född 8 januari 1947 i Allerton, Liverpool, är en brittisk sångare och gitarrist.
Han kom i kontakt med musik tidigt i livet och startade sin första egna grupp, The Escorts när han fortfarande gick i skolan. 1966 gick han med i The Swinging Blue Jeans. Swinging Blue Jeans storhetstid var vid den tidpunkten över, men han stannade med dem i tre år fram tills han 1969 blev erbjuden Graham Nashs plats i The Hollies. 
"Sorry Suzanne" var hans första singel med gruppen. Han lämnade Hollies 1981. Han fortsatte därefter med en solokarriär, vilken inletts redan under tiden i Hollies. I samarbete med James Griffin (känd från bandet Bread) spelade han 1981 in albumet Griffin & Sylvester.
Sylverster invaldes i Rock and Roll Hall of Fame 2010 tillsammans med andra medlemmar av The Hollies (Graham Nash, Allan Clarke, Tony Hicks, Bobby Elliott, Bernie Calvert och Eric Haydock).

## Diskografi (solo)
Studioalbum
- 1974 – Terry Sylvester
- 1976 – I Believe
- 1994 – I Believe in Love

Singlar
- 1974 – "For The Peace Of All Mankind" / "It's Better Of This Way"
- 1976 – "I Believe (When I Fall In Love It Will Be Forever)" / "It's Too Late"
- 1976 – "End of the Day" / "Make My Day"
- 1978 – "Lucy Jane" / "Realistic Situation"